# Олинтос
 Тази статия е за съвременното селище.  За древногръцкия град, вижте Олинт.  
О̀линтос или Неа Олинтос (на гръцки: Όλυνθος или Νέα Όλυνθος, до 1929 Μαριανά, Мариана) е село в Егейска Македония, Гърция, част от дем Полигирос в административна област Централна Македония. Според преброяването от 2001 година селото има 1131 жители.

## География
Олинтос е разположен в южната част на Халдикидическия полуостров, на 1 километър западно от развалините на античния град Олинт, от другата страна на пътя за Полигирос.

## История
В османско време на мястото, където е разположено днешното селище Олинтос има две села – Мириофито и малко по-насевер Мариана̀.
Край Мариана са разкрити развалините на раннохристиянски храм „Свети Николай“, който в 1981 година е обявен за защитен паметник на културата.
Александър Синве („Les Grecs de l’Empire Ottoman. Etude Statistique et Ethnographique“) в 1878 година пише, че в Мириофит (Myriophyte), Касандрийска епархия, живеят 150 гърци. Към 1900 година според статистиката на Васил Кънчов („Македония. Етнография и статистика“) в Мариана живеят 40, а в Мериовто – 110 жители гърци християни. По данни на секретаря на Българската екзархия Димитър Мишев („La Macédoine et sa Population Chrétienne“) в 1905 година в Мариовто (Mariovto) има 170 гърци.
В 1922 година в селото са заселени гърци бежанци от Мала Азия и Източна Тракия. В 1929 година селото е прекръстено на Олинтос.